# Спас Нерукотворный
Спас Нерукотво́рный или Нерукотво́рный о́браз (также Спас Нерукотворе́нный; от Спаситель + калька с греч. Αχειροποίητος — не-руками-сделанный), чудотворный Мандилио́н (Άγιον Μανδήλιον от греч. μανδύη, μανδύας — «убрус, мантия, шерстяной плащ») — особый тип изображения Христа, представляющий изображение лица Иисуса Христа на убрусе (плате), или Керамидио́н (от греч. κεραμιδιών — «черепица»), представляющий изображение лица Иисуса Христа на чрепии (глиняной доске или черепице).
Согласно статье Квливидзе в БРЭ, Нерукотворный образ это изображение, чудесно возникшее без участия художника, т. е. созданное самим Богом. 

## Происхождение
О происхождении реликвии, послужившей источником иконографии, существуют две группы преданий, каждая из которых сообщает о её нерукотворном происхождении.

### Восточное предание
Восточное предание о Нерукотворном образе, более древнее, прослеживается с первой половины IV века. История связана с больным царём Эдессы (Месопотамия, современный г. Шанлыурфа, Турция) Авгарем V Уккамой и посещением его Фаддеем после того, как посланный им художник не сумел изобразить Христа: Христос умыл лицо, отёр его платом (убрусом), на котором остался отпечаток, и вручил его художнику. Так как борода после умывания водой была мокрая, то она отпечаталась в виде клина одной пряди, и поэтому этот нерукотворный образ иногда называют «Спас Мокрая Брада». Таким образом, согласно преданию, Мандилион стал первой в истории иконой. Евсевий Кесарийский в своей Церковной истории сообщает следующее:
История Фаддея такова. Божественность Владыки и Спасителя нашего Иисуса Христа, прославляемая среди всех людей за свою чудотворную силу, привлекла тьмы людей даже из чужих, очень далёких от Иудеи стран, которые надеялись на исцеление болезней и разных страданий. Поэтому и царь Авгарь, славно управлявший народами по ту сторону Евфрата, но мучимый болезнью, излечить которую было не в силах человеческих, узнав об имени Иисуса и Его чудесах — о них согласно свидетельствовали все, — решил умолять Его, послав гонца с письмом и просьбой об избавлении от болезни. Спаситель не внял тогда его просьбе, но удостоил особого письма, в котором обещал прислать одного из Своих учеников излечить его болезнь и вместе спасти его и всех его близких. Обещание это было вскоре выполнено. После Воскресения Христа из мёртвых и Вознесения Фома, один из двенадцати, по внушению Божию отправляет Фаддея, принадлежавшего к числу семидесяти учеников Христовых, в Эдессу благовествовать учение Христово. Он выполнил всё, что обещал Спаситель наш.
Фаддей, прибыв на место, исцеляет Авгаря Христовым словом, а всех тамошних людей поражает удивительными чудесами. Достаточно подготовив их своими делами и приведя их к почитанию силы Христовой, он стал обучать их спасительной вере. И доныне с тех пор вся Эдесса освящена именем Христовым; она убедительно свидетельствует о милостях к ней Спасителя нашего.
Евсевий Кесарийский приводит в подтверждение два документа-письма, перевёденных им с сирийского и взятых им из архивов Эдессы: просьбу топарха Авгаря и ответ Иисуса. Повествует о переписке Авгаря со Христом Ефрем Сирин. Кроме того, переписка Христа с Авгарем и повествование о том, что послы Авгаря принесли изображение Спасителя из Иерусалима включено армянским историком V века Моисеем Хоренским в книгу «История Армении»: «Это послание принёс Анан, вестник Абгара (Авгаря), вместе с изображением лика Спасителя (փրկչական պատկերին), которое хранится в городе Эдессе и поныне». Свидетельством посещения Фаддеем Авгаря является Прокопий Кесарийский, повествуя об осаде Эдессы персидским царём Хосровом в своей книге «Война с персами. Война с вандалами. Тайная история», он сообщает подробности болезни Авгаря: «дожив до глубокой старости, Авгар подвергся тяжкому недугу подагры». Историк Евагрий Схоластик в своей работе «Истории церкви» рассказывает о чудесном избавлении жителей Эдессы от осады, им нужно было сжечь осадное сооружение, которое возвёл Хосров для взятия Эдессы, и у них это не получалось, тогда они прибегли к помощи Спаса Нерукотворного:
Вовсе растерявшись в своих мыслях, они несут Богозданную нерукотворную икону, которую Христос Бог прислал Авгарю, когда сей хотел Его видеть. Принеся эту всесвятую икону в выкопанный ими ров, они окропили её водой и несколько капель бросили в огонь и на дрова. Божественная сила тотчас же явилась на помощь вере их и совершила то, чего прежде они не могли; пламень вдруг охватил дрова и скорее, чем мы рассказываем, обратив их в уголь, перешёл к деревьям верхним и пожрал всё.
Есть и апокрифические сказания неизвестных лиц об этом событии: Учение Аддая апостола (V—VI вв.) и более поздняя древнерусская версия легенды об Авгаре, рукопись XIII века. Кроме того, сохранилось ещё свидетельство Эгерии «Паломничество по святым местам».
Льняной плат с изображением Христа долгое время хранился в Эдессе как важнейшее сокровище города.
Историю Нерукотворного образа изложил император Константин VII Багрянородный. Согласно его изложению, Авгарь богато украсил Нерукотворный образ и поставил его в каменной нише над вратами Эдессы, чтобы всякий входящий в город мог поклониться святому образу. Но спустя некоторое время один из потомков Авгаря, правитель Эдессы, впал в идолопоклонство, тогда, чтобы уберечь образ от безумства язычников, его заложили в нише черепицей (кирпичом) и он был скрыт на долгое время до нашествия персидского войска Хосрова. Во время войны с персами, в одну из ночей, Евлалию, епископу того града эдесского, явилась в видении жена светоносная, говоря ему: «Над вратами градскими сокрыт образ нерукотворный Спаса Христа. Взяв же его, быстро от бед избавишь град сей и народ его». И показала ему то место. Епископ же с радостью великой, как только стало светать, разобрал ограждение и обрёл пречистый образ Христов нерукотворённый. На кирпиче же, заложенном для сохранения (образа), другое изображение, неотличимое от первого, запечатлелось. Так получилось два образа — один на убрусе, а другой на черепице (кирпиче)
.
В период иконоборчества на Нерукотворный образ ссылался Иоанн Дамаскин. Григорий II, папа Римский, когда узнал о начале иконоборчества в Константинополе в 730 году, то написал два послания к императору Льву Исавру, в которых вразумлял василевса остановиться и прекратить гонения на иконы. В первом послании он пишет о Нерукотворном образе следующее:
В бытность Христа во Иерусалиме Авгарь, тогдашний князь и владыка эдесский, услышав о чудесах Христа, написал к Нему послание, и Христос послал ему собственноручный ответ и святое славное изображение Лица Своего. Пошли же за этим Нерукотворенным Образом и посмотри. Туда стекаются во множестве народы Востока и приносят молитвы.
В 787 году Седьмой Вселенский собор, приводит наличие Нерукотворного образа как важнейшее свидетельство в пользу иконопочитания.
В 944 году войско императора Романа I Лакапина окружило город, в результате осады жители Эдессы в обмен на мир (хрисовул) отдали святой убрус, и Нерукотворный образ был торжественно перенесён в Константинополь:
48. Жители Эдессы, в которой хранится драгоценный образ Христа, доведённые до отчаяния осадившим город ромейским войском, отправили к царю Роману послов и попросили снять осаду, обещая отдать драгоценный образ Христа. В обмен на этот дар они просили вернуть им их узников из числа знатных, а также даровать хрисовул с обещанием, что ромейское войско прекратит опустошать их землю. Так и было сделано. Когда святой образ, или лик Христа, уже подвозили к Константинополю, патрикий и паракимомен Феофан отправился к реке Сангар, где встретил его со сверкающими светильниками, подобающей честью и песнопениями. А пятнадцатого августа Феофан вернулся с ним в город, и царь, пребывавший тогда во Влахернах, преклонил колена перед образом. На следующий день явились к Золотым воротам два царских сына, Стефан и Константин, зять Константин вместе с патриархом Феофилактом. Они с подобающей честью подняли его, доставили к храму святой Софии - впереди пешей процессии двигался весь синклит и несли множество светильников, а после преклонения отнесли во дворец.
Поскольку 15 (28) августа празднуется Успение Богородицы, то ежегодное празднование для Нерукотворного образа было назначено на следующий день — 16 (29) августа, под этим числом день вошёл в церковный календарь как общецерковный праздник под названием «Перенесение из Эдессы в Константинополь нерукотворного образа Господа нашего Иисуса Христа».
Святыня была похищена из Константинополя во время разграбления города участниками IV Крестового похода в 1204 году, после чего утеряна (по преданию, корабль, перевозивший икону, потерпел крушение).
Наиболее близкими к первоначальному образу на западе некоторые исследователи предположительно считают Мандилион из храма Сан-Сильвестро-ин-Капите, находящийся сейчас в капелле Санта-Матилда Ватикана, и Мандилион, с 1384 года хранящийся в армянской церкви Св. Варфоломея в Генуе. Обе иконы написаны на холсте, укреплены на деревянных основах, имеют одинаковый формат (приблизительно 29x40 см) и закрыты плоским серебряным окладом, прорезанным по контурам головы, бороды и волос. Кроме того о виде первоначальной реликвии могут свидетельствовать створки триптиха с утраченным ныне средником из монастыря св. Екатерины на Синае. По наиболее смелым гипотезам, средником служил «оригинальный» Спас Нерукотворный, присланный Авгарю.

### Западное средневековое предание
Западный вариант предания возник, по разным источникам, от XIII до XV века, вероятнее всего, в среде францисканских монахов. Согласно ему, благочестивая еврейка Вероника, сопровождавшая Христа в Его крестном пути на Голгофу, подала Ему льняной платок, чтобы Христос мог отереть с лица кровь и пот. Лик Иисуса запечатлелся на платке. Реликвия, именуемая «плат Вероники», хранится в соборе св. Петра в Риме. Предположительно, имя Вероники при упоминании Нерукотворного образа возникло как искажение лат. vera icon (истинный образ). Отличительная особенность изображений «Плат Вероники» от «Спаса Мокрая Брада» — терновый венец на голове Спасителя, так как оно отпечаталось на платке Вероники во время несения Иисусом Христом креста. В средневековой западной иконографии эти два изображения часто путали.
В честь «Плата Вероники» в своё время называлось ныне отменённое созвездие.
Известны, как минимум, два «Плата Вероники»: 1. в соборе Святого Петра в Ватикане и 2. «Лик из Манопелло», который также называется «Вуаль Вероники», но на нём нет тернового венца. Нет тернового венца и на картине Ханса Мемлинга «Святая Вероника», очевидно, что, не имея образца, Ханс Мемлинг вместо Плата Вероники использовал список со Спаса Нерукотворного.

### Версия связи образа с Туринской плащаницей
Существуют теории, связывающие Нерукотворный образ Спасителя с другой известной общехристианской реликвией — Туринской плащаницей. Плащаница представляет собой ростовое изображение Христа на холсте. Выставляемый в Эдессе и Константинополе плат с изображением лика Спасителя, согласно теориям, мог быть плащаницей, сложенной несколько раз, таким образом, оригинальная икона могла быть не утеряна во времена крестовых походов, а вывезена в Европу и обретена в Турине. Кроме того, один из изводов Нерукотворного Образа — «Спас Нерукотворный — Не рыдай Мене, Мати» (Христос во гробе) исследователями возводится к плащанице, как к историческому прототипу.

## Богослужебное празднование в Православной церкви
Полное название праздника в богослужебных книгах Православной Церкви в честь Нерукотворного образа Христа Спасителя: От Еде́са перенесе́ние в Константи́нь град Нерукотворе́ннаго О́браза Го́спода на́шего Иису́са Христа́, ре́кше свята́го убру́са (греч. Μνήμη τῆς ἐξ Ἐδέσσης ἀνακομιδῆς τῆς ἀχειροποιήτου Εἰκόνος τοῦ Κυρίου ἡμῶν Ἰησοῦ Χριστοῦ, ἤτοι τοῦ Ἁγίου Μανδηλίου), он совершается 16 (29) августа.
В этот же день в Православной церкви совершается также память мученика Диомида врача, которому молятся при разных недугах и болезнях, и Феодоровской иконы Божией матери.
По Уставу, праздник в честь Убруса относится к малым праздникам «со славословием», но в русской традиции обычно совершается бдение. Совпадает с первым днём попразднства Успения Богородицы, по этой причине на богослужении обе службы совмещены. Канон праздника написан патриархом Германом. Краегранесие канона: Напеча́танного Твоего́, Спа́се, зре́ние почита́ю (др.-греч. Σῆς ἐκσφράγισμα Σῶτερ ὄψεως σέβω)
|                                     | На греческом | На церковнославянском(транслитерация) | На русском |
| ----------------------------------- | --- | --- | --- |
| Тропарь праздника, глас 2 (Ἦχος β') | Τὴν ἄχραντον Εἰκόνα σου, προσκυνοῦμεν ἀγαθέ, αἰτούμενοι συγχώρησιν τῶν πταισμάτων ἡμῶν, Χριστὲ ὁ Θεός· βουλήσει γὰρ ηὐδόκησας σαρκί, ἀνελθεῖν ἐν τῷ Σταυρῷ, ἵνα ῥύσῃ οὓς ἔπλασας, ἐκ τῆς δουλείας τοῦ ἐχθροῦ· ὅθεν εὐχαρίστως βοῶμέν σοι· Χαρᾶς ἐπλήρωσας τὰ πάντα, ὁ Σωτὴρ ἡμῶν, παραγενόμενος εἰς τὸ σῶσαι τὸν κόσμον. | Пречи́стому Твоему о́бразу покланя́емся Благи́й, прося́ще проще́ния прегреше́ний на́ших Христе́ Бо́же: во́лею бо благоволи́л еси́ пло́тию взы́ти на крест, да изба́виши, я́же созда́л еси, от рабо́ты вра́жия. Тем благода́рственно вопие́м Ти: ра́дости испо́лнил еси́ вся Спа́се наш, прише́дый спасти́ мир | Пречистому образу Твоему поклоняемся, Благой, прося прощения согрешений наших, Христе Боже. Ибо добровольно благоволил Ты взойти плотию на Крест, чтобы избавить созданных Тобою от рабства врагу. Потому мы благодарно взываем Тебе: «Радостью Ты наполнил все, Спаситель наш, / пришедший спасти мир!» |

Тропарь Нерукотворному образу Спаса, кроме августовского праздника, употребляется очень широко за богослужением: например, в первую Неделю Великого поста, кроме того, используется в чине Литургии на входных молитвах для целования священнослужителями иконы в иконостасе, также в чине освящения Господской иконы по Требнику, в составе 6-го часа будних дней Великого поста, а в Октоихе — как седален 2-го гласа пятницы.

## Икона Спас Нерукотворный в русском письме

### Первые образцы. Начало русской традиции
Иконы Спаса Нерукотворного попадают на Русь, по некоторым источникам, уже в IX веке. Древнейшая из сохранившихся икон данного иконографического типа — Новгородский Спас Нерукотворный (вторая половина XII века). Можно выделить следующие иконографические типы Нерукотворного образа: «Спас на убрусе» или просто «Убрус», где лик Христа помещён на изображении плата (убруса) светлого оттенка и «Спас на чрепии» или просто «Чрепие» (в значении «черепица», «кирпич»), «Керамида». По преданию, образ Христа проступил на черепице или кирпичах, скрывавших нишу с иконой Нерукотворного Спаса. Изредка на этом типе икон фоном служит изображение кирпичной или черепичной кладки, чаще же фон дан просто более тёмным (по сравнению с убрусом) цветом.

### Изводы
Наиболее древние изображения выполнялись на чистом фоне, без какого-либо намёка на материю или черепицу. Изображение ровного прямоугольного, либо слегка изогнутого убруса в качестве фона встречается уже на фреске церкви Спаса на Нередице (Новгород) конца XII в. Убрус со складками начинает распространяться со второй половины XIII века, прежде всего в византийской и южнославянской иконописи, на русских иконах — с XIV в. С XV века драпированный плат могут держать за верхние концы два ангела. Кроме того, известны различные варианты иконы «Спас Нерукотворный с деяниями», когда образ Христа в среднике иконы окружают клейма с историей образа. С конца XVII в. в русской иконописи под влиянием католической живописи появляются изображения Христа в терновом венце на плате, то есть в иконографии «Плат Вероники».
Изображения Спасителя с бородой клинообразной формы (сходящейся к одному или двум узким концам) известно и в византийских источниках, однако, только на русской почве они оформились в отдельный иконографический тип и получили название «Спас Мокрая Брада».
В собрании Государственного музея искусств Грузии находится энкаустическая икона VII века, называемая «Анчисхатским Спасом», представляющая Христа погрудно и считающаяся «оригинальной» эдесской иконой.
Христианская традиция рассматривает Нерукотворный образ Христа как одно из доказательств истинности воплощения второго лица Троицы в человеческом образе, а в более узком смысле — как важнейшее свидетельство в пользу иконопочитания.
По традиции, икона «Спас Нерукотворный» — первый самостоятельный образ, который доверяют писать иконописцу, прошедшему ученичество.
- Святой Мандилион. Икона из Капеллы Санта-Матилда, Собор Святого Петра, Ватикан. VI в. (?)
- Авгарь получает Нерукотворный Образ Иисуса Христа. Композиция со створки триптиха. Монастырь Святой Екатерины, Синай.
- Мандилион. Jacek Wróbel SJ.
- Николай Рерих. «Спас Нерукотворный» на фасаде храма Святого Духа в Талашкине, 1910-е годы
- Спас Нерукотворный на флаге Пензенской области Российской Федерации (2002—2022)
- Печать Витебского воеводства. 1559

### Вятский Спас Нерукотворный
В середине XVII века по центральным районам Русского государства прошла эпидемия моровой язвы (чумы), в которой особенно пострадала Москва. Один из городов, Хлынов, эпидемия обошла стороной, стали появляться слухи, что причиной этого является чудотворный образ Спаса Нерукотворного, которому молились горожане. Узнав об этом, царь Алексей Михайлович повелел привезти икону в Москву. Образ доставили крестным ходом в 1648 году.
Сама икона была оставлена в московском Новоспасском монастыре в 1647 году. Точный список был отправлен в Хлынов, а другой написали над воротами Фроловской башни. В честь образа Спасителя и фрески Спаса Смоленского с внешней стороны ворота, через которые была доставлена икона и сама башня были названы Спасскими.
В 1839 году оригинал иконы был украшен серебряной вызолоченной ризой с драгоценными камнями взамен похищенной французами в 1812 году.
Отличительной особенностью вятского Спаса Нерукотворного является изображение ангелов, стоящих по сторонам, фигуры которых не полностью прописаны. Ангелы не стоят на облаках, а как бы парят в воздухе. Можно выделить и своеобразные особенности лика Христа. На вертикально свисающем полотнище убруса с волнообразными складками фронтально изображён чуть удлинённый лик с высоким лбом. Он вписан в плоскость иконной доски так, что центром композиции становятся крупные глаза, наделённые большой выразительностью. Взгляд Христа направлен прямо на зрителя, брови высоко подняты. Пышные волосы опускаются длинными, отлетающими в сторону прядями, по три слева и справа. Короткая борода разделена на две части. Пряди волос и борода выходят за пределы окружности нимба. Глаза написаны легко и прозрачно, их взгляд обладает притягательностью реального взгляда. Лик Христа выражает спокойствие, милосердие и кротость.
После 1917 года оригинал иконы в Новоспасском монастыре и список над Спасскими воротами был утрачен. Ныне в монастыре хранится список XIX века, который занимает в иконостасе Спасо-Преображенского собора место оригинала. Список, оставленный в Вятке, хранился до 1929 года, после чего также был утрачен.
В июне 2010 года при помощи научного сотрудника Вятского художественного музея Галины Алексеевны Моховой было установлено, как точно выглядела чудотворная Вятская икона, после чего был написан новый точный список Спаса Нерукотворного и в конце августа отправлен в Киров (Вятку) для установки в Спасском соборе.

### Харьковский Спас Нерукотворный
Чудотворная икона византийского стиля, атрибутирована XVIII веком, длительное время находилась в Харьковской епархии. Чудесным образом одномоментно обновилась при свидетелях в Борисоглебском монастыре в 1997 году.

### Образ Спаса Нерукотворного в Спасо-Преображенском соборе Петербурга
Чудотворный образ Спаса Нерукотворного находится на аналое у правого клироса. Он тесно связан с жизнью императора Петра Великого и был его любимым образом. Этот же образ сегодня является главной иконой Вооружённых сил России.
Написанный известным московским живописцем Симоном Ушаковым для царя Алексея Михайловича, образ Спаса перешёл к Петру I от матери. С императором образ был и при закладке Петербурга, и при Полтавской баталии. Петр всегда брал с собой икону в военные походы. Эта икона не раз сохраняла жизнь царю.
Позже образ был помещен в домике Петра I на Петербургской стороне, в столовой, превращенной в часовню. При закрытии часовни в 1930 году чтимый образ перенесли в Троицкую церковь на Стремянной улице, а в 1938 году — в Спасо-Преображенский собор.

## Прочие сведения
Копию древней чудотворной иконы Нерукотворного Спаса имел при себе император Всероссийский Александр III во время крушения поезда под Харьковом у станции Борки в 1888 году. После чудесного спасения по указу Святейшего синода был составлен и издан специальный молебен в честь чудотворного образа Спаса Нерукотворного.